# Sever do Vouga
Sever do Vouga és un municipi portuguès, situat al districte d'Aveiro, a la regió del Centre i a la subregió de Baixo Vouga. L'any 2004 tenia 12.940 habitants. Limita al nord amb Vale de Cambra, a l'est amb Oliveira de Frades, al sud amb Águeda i a l'oest amb Albergaria-a-Velha i Oliveira de Azeméis.

## Població
| Població del concelho de Sever do Vouga (1801 – 2004) | Població del concelho de Sever do Vouga (1801 – 2004) | Població del concelho de Sever do Vouga (1801 – 2004) | Població del concelho de Sever do Vouga (1801 – 2004) | Població del concelho de Sever do Vouga (1801 – 2004) | Població del concelho de Sever do Vouga (1801 – 2004) | Població del concelho de Sever do Vouga (1801 – 2004) | Població del concelho de Sever do Vouga (1801 – 2004) | Població del concelho de Sever do Vouga (1801 – 2004) |
| ----------------------------------------------------- | ----------------------------------------------------- | ----------------------------------------------------- | ----------------------------------------------------- | ----------------------------------------------------- | ----------------------------------------------------- | ----------------------------------------------------- | ----------------------------------------------------- | ----------------------------------------------------- |
| 1801                                                  | 1849                                                  | 1900                                                  | 1930                                                  | 1960                                                  | 1981                                                  | 1991                                                  | 2001                                                  | 2004                                                  |
| 4454                                                  | 6394                                                  | 9002                                                  | 12038                                                 | 14077                                                 | 13783                                                 | 13826                                                 | 13186                                                 | 12940                                                 |

## Freguesies
- Cedrim
- Couto de Esteves
- Dornelas
- Paradela
- Pessegueiro do Vouga
- Rocas do Vouga
- Sever do Vouga
- Silva Escura
- Talhadas